# Hans-Jürgen Fip
Hans-Jürgen Fip, OBE (* 6. November 1940 in Bad Rothenfelde) ist ein deutscher Politiker (SPD) und Unternehmer (Heinrich Fip GmbH & Co. KG). Er ist Ehrenbürger der Stadt Osnabrück, deren Oberbürgermeister er von 1991 bis 2006 war.

## Leben
Fip ist gelernter Mineralölkaufmann. Er ist verheiratet und hat drei erwachsene Kinder. Neben seiner politischen Tätigkeit hat er im Raum Osnabrück zahlreiche Ehrenämter übernommen. Unter anderem war er mehrere Jahre lang 1. Vorsitzender des Sportvereins Ballsport e. V. Osnabrück - Eversburg, der ihn nach seinem Ausscheiden aus dem Vorstand zum Ehrenvorsitzenden wählte.

## Politische Laufbahn
1972 zog Fip erstmals für die SPD in den Rat der Stadt Osnabrück ein, deren Fraktion er von 1986 bis 1991 führte.
Am 5. November 1991 wählten ihn die Ratsmitglieder zum ehrenamtlichen Oberbürgermeister. Er wurde damit Nachfolger von Ursula Flick (CDU). Nach Einführung der Eingleisigkeit trat Fip zum 1. Juni 1997 als SPD-Kandidat zur Direktwahl des ersten hauptamtlichen Oberbürgermeisters der Stadt Osnabrück an und siegte mit 51,1 Prozent der Stimmen. Seine Amtszeit endete am 31. Oktober 2006. Sein Nachfolger wurde Boris Pistorius (SPD).
Am 7. November 2006 erhielt Fip im Rahmen seiner offiziellen Verabschiedung als fünfter Oberbürgermeister die Ehrenbürgerurkunde der Stadt Osnabrück. Zudem verlieh ihm das Land Niedersachsen den niedersächsischen Verdienstorden 1. Klasse.
Am 1. Dezember 2006 überreichte ihm der britische Botschafter Sir Peter Torry im Namen von Königin Elisabeth II. für seine Verdienste um die deutsch-britischen Beziehungen sowie für die Unterstützung der britischen Garnison in Osnabrück den Titel eines Ehrenoffiziers im Order of the British Empire.